# To Hell and Back
To Hell and Back is een Amerikaanse film van Jesse Hibbs met in de hoofdrollen Audie Murphy en Marshall Thompson.
To Hell and Back is een biografische oorlogsfilm over de meest gedecoreerde Amerikaanse soldaat uit de Tweede Wereldoorlog, Audie Murphy (1924-1971). Murphy werd na de oorlog acteur en speelde mee in diverse speelfilms. Ondanks deze ervaring was het met enige tegenzin dat hij de hoofdrol in zijn eigen biografische film aanvaardde. De film is gebaseerd op de gelijknamige autobiografie van Murphy uit 1949. Die autobiografie werd overigens geschreven door 'ghostwriter', David "Spec" McClure.
De film was een groot succes in de bioscopen en werd ook goed gewaardeerd door de kritiek. De filmcarrière van Audie Murphy raakte dankzij de film in een stroomversnelling.

## Verhaal
Audie Murphy wordt geboren in 1924 in Texas, als zesde kind van de twaalf kinderen van een arm pachtersgezin. Audie's vader neemt de benen in 1936 en scheept zijn vrouw op met de zorg voor de kinderen. Audie probeert zijn moeder te helpen en gaat al vroeg van school om te werken. Hij heeft diverse baantjes en weet ook met het jagen op konijnen het menu aan te vullen. Murphy's moeder overlijdt in 1941 en zijn broertjes en zusjes verhuizen naar zijn oudere zuster Corinne. Murphy zelf probeert ondertussen dienst te nemen in het leger. Hij wordt geweigerd bij de mariniers, de marine en de parachutisten omdat hij te klein is en te jongensachtig oogt. Uiteindelijk wordt hij ingelijfd bij het leger en gaat als infanterist dienen bij de Derde Infanteriedivisie. Hij wordt uitgezonden naar Noord-Afrika en krijgt veel sneren over zijn jeugdige uiterlijk. Murphy bewijst zichzelf aan het front en groeit uit tot een moedig soldaat op de slagvelden van Sicilië, Italië en Frankrijk. Aanvankelijk weigert hij promoties om als gewoon soldaat te blijven vechten, tot echter het onvermijdelijke niet meer kan worden uitgesteld en hij op 14 oktober 1944 tot tweede luitenant wordt bevorderd. Murphy wordt in 1945 onderscheiden met Medal of Honor, de Distinguished Service Cross, twee Silver Stars, een Bronze Star en twee Purple Hearts. Dit maakt hem de meest onderscheiden militair uit de Amerikaanse geschiedenis. De hoogste onderscheiding, de Medal of Honnor, wordt zelden uitgereikt en alleen aan militairen die zich hebben onderscheiden op het slagveld bij acties waarbij, zonder te denken aan het eigen leven, de hoogst mogelijke moed aan de dag wordt gelegd. Murphy verdiende deze eer met een actie bij Holzwhir, Frankrijk, in januari 1945. Terwijl zijn peloton terugtrok, leidde hij het Amerikaanse artillerievuur op de aanvallende Duitse troepen en werd uiteindelijk ingesloten. Murphy sprong op een verlaten Amerikaanse tank en vuurde met het machinegeweer op de aanstormende Duitsers. Het voertuig vloog in brand, maar Murphy bleef doorvechten, ook al raakte hij ernstig gewond in het Duitse spervuur. Hij slaagde erin de Duitsers op de vlucht te jagen en daarmee zijn peloton te redden.

## Rolverdeling

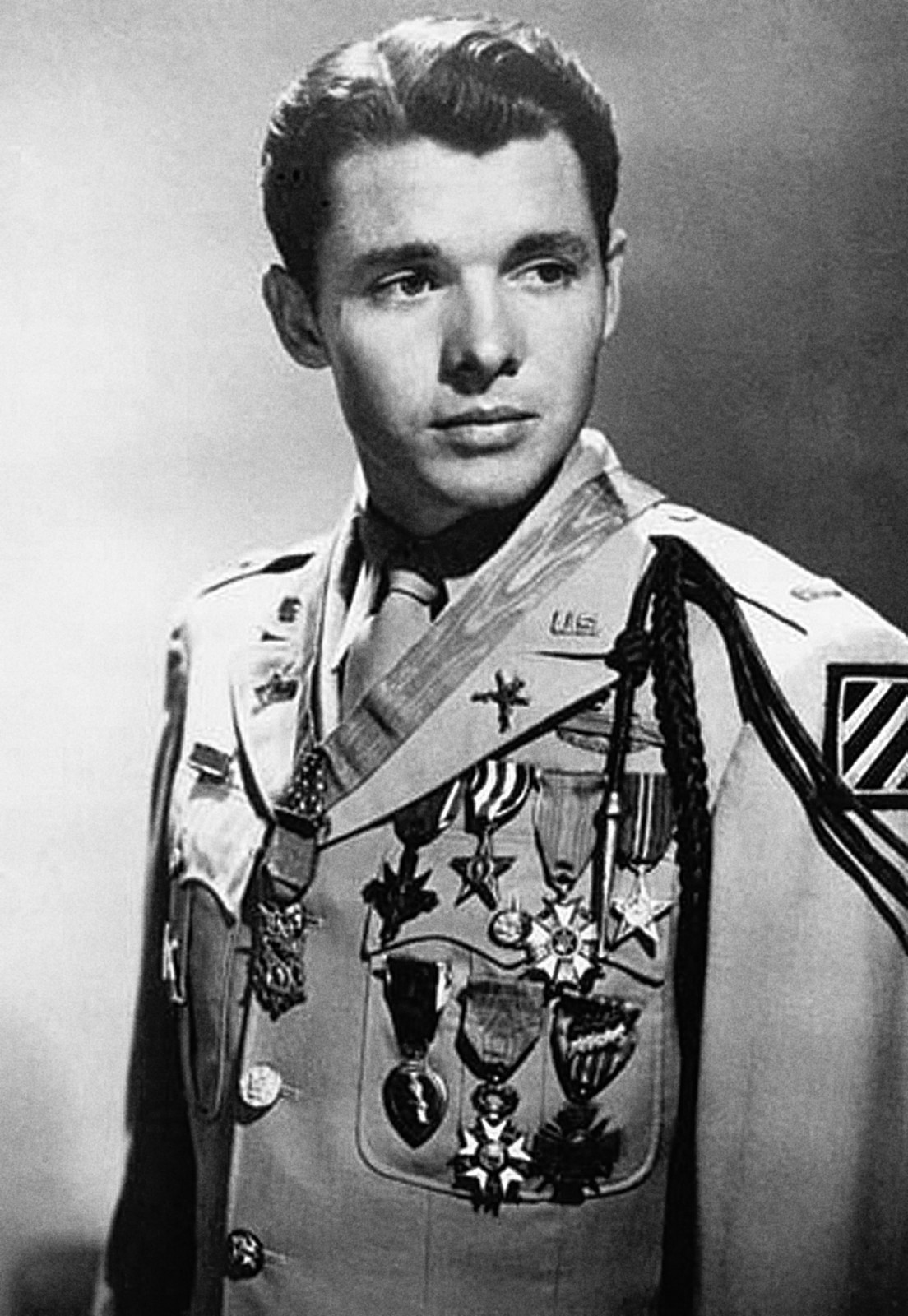
Audie Murphy en zijn medailles

| Acteur            | Personage             |
| ----------------- | --------------------- |
| Audie Murphy      | Audie Murphy          |
| Gordon Gebert     | Audie Murphy als kind |
| Marshall Thompson | Johnson               |
| Charles Drake     | Brandon               |
| Jack Kelly        | Kerrigan              |
| Gregg Palmer      | Manning               |

## Achtergrond

### Voorgeschiedenis
Universal kocht de filmrechten van Audie Murphy's boek in 1953. Murphy was op dat moment al zo'n acht jaar filmacteur, maar nog ontevreden over zijn carrière. Hij had weliswaar een aantal keren de hoofdrol gespeeld, zoals in 1951 in The Red Badge of Courage maar hij zag zichzelf niet als een groot acteur. Hij reageerde om die reden afwijzend toen Universal hem vroeg om zichzelf te spelen in To Hell and Back. Volgens Murphy zou het publiek het niet waarderen als een voormalige oorlogsheld veel geld zou verdienen door zichzelf te spelen. Hij stelde voor Tony Curtis de hoofdrol te geven. Murphy kende Curtis goed, ze hadden samengespeeld in de westerns Sierra, Kansas Raiders en The Cimarron Kid en beschouwde hem als een groot acteur. Producer Aaron Rosenberg wist Murphy echter te overtuigen dat hijzelf de rol moest spelen. Murphy had zich al aan de film verbonden als technisch adviseur en kreeg 100.000 dollar voor zijn bijdrage, naast 60% van de, door Universal voor 25.000 dollar gekochte, filmrechten en 10% van de winst.

### Locaties
De film werd niet op locatie opgenomen maar op het buitenterrein van de Amerikaanse legertrainingcentrum, Joint Base Lewis-McChord and Yakima Training Center in de omgeving van Yakima in de staat Washington. Reguliere soldaten van het Amerikaanse leger werden ingezet als figuranten.

### Opnames
To Hell and Back is een echte actiefilm, geen enkel shot duurt gemiddeld langer dan acht seconden. Er waren dan ook 50.000 kogels, 150 kilo TNT, 300 kilo explosieven en tien kisten dynamiet nodig om de actiescènes te filmen. Regisseur Jesse Hibbs zag er op toe dat alles levensecht overkwam. Tijdens de opnames van een vuurgevecht bij een Italiaanse boerderij moest, volgens het script, een Duits machinegeweerteam schieten op de aanvallende Amerikanen. Tijdens het afdraaien van de ruwe opnames zag Hibbs dat de afgevuurde losse flodders een armoedige indruk maakten. Hij liet vervolgens twee Amerikaanse soldaten gekleed in Duitse uniformen echte munitie afschieten om wel een echt beeld te krijgen.

### Historische onnauwkeurigheden
Ondanks het feit dat regisseur Hibbs veel aandacht besteedde aan details zijn er in de film wat historische onnauwkeurigheden geslopen. Een goed voorbeeld is de eenzame strijd die Murphy voert tegen de oprukkende Duitsers bij Holtzwihr in Frankrijk. Het is het hoogtepunt van de film, aangezien Murphy hier de Medal of Honor verdient. In de film is het zonnig weer en heeft ook de omgeving een zomerse uitstraling. De werkelijkheid was echter anders. Het was januari 1945, tijdens een van de hevigste winters van de vorige eeuw, het ijzelde, terwijl in de hele omgeving modder en sneeuw lag. In de film beschiet Murphy de oprukkende Duitsers vanaf de koepel van een verlaten Amerikaanse tank, de M4 Sherman. In werkelijkheid was dat een M10 Hellcat Tankdestroyer. De vergissing is niet opmerkelijk gezien het feit dat de Sherman de meest geproduceerde Amerikaanse tank van de Tweede Wereldoorlog was. De M10 Hellcat was een laatkomer die pas in de laatste maanden van de oorlog opdook in Europa. Ironisch genoeg was de Sherman een inferieure tank in vergelijking met de Duitse Panthers en Tigers. De M10 daarentegen was met zijn 90 mm kanon goed opgewassen tegen de Duitse tanks.
Ook de aankleding van de Amerikaanse soldaten is historisch niet correct. Met name de troepen die in 1942-1943 worden getoond dragen de verkeerde uniformen, namelijk de M-1945 uitrusting, die in 1945 ingevoerd werd en niet de M-1928 uitrusting. Overigens komen ook de Duitsers er bekaaid af. Zij dragen allemaal de Duitse Feldbluse uit 1935 en helmen die zo uit de Eerste Wereldoorlog lijken te komen. In werkelijkheid waren de meeste uniformen door materiaalschaarste in 1942 vervangen door andere vereenvoudigde modellen en werd M42 helm gedragen (ook uit 1942).